# 25 ذو الحجة
- السبت
- الأحد
- الاثنين
- الثلاثاء
- الأربعاء
- الخميس
- الجمعة

- 2624 مايو 2025
- 2725 مايو 2025
- 2826 مايو 2025
- 2927 مايو 2025
- 128 مايو 2025
- 229 مايو 2025
- 330 مايو 2025
- 431 مايو 2025
- 51 يونيو 2025
- 62 يونيو 2025
- 73 يونيو 2025
- 84 يونيو 2025
- 95 يونيو 2025
- 106 يونيو 2025
- 117 يونيو 2025
- 128 يونيو 2025
- 139 يونيو 2025
- 1410 يونيو 2025
- 1511 يونيو 2025
- 1612 يونيو 2025
- 1713 يونيو 2025
- 1814 يونيو 2025
- 1915 يونيو 2025
- 2016 يونيو 2025
- 2117 يونيو 2025
- 2218 يونيو 2025
- 2319 يونيو 2025
- 2420 يونيو 2025
- 2521 يونيو 2025
- 2622 يونيو 2025
- 2723 يونيو 2025
- 2824 يونيو 2025
- 2925 يونيو 2025
- 126 يونيو 2025
- 227 يونيو 2025

25 ذو الحجَّة أو 25 ذو الحجَّة الحرام أو يوم 25 \ 12 (اليوم الخامس والعُشرون من الشهر الثاني عشر) هو اليوم الخمسون بعد الثلاثمائة (350) من أيَّام السنة (أو الحادي والخمسون بعد الثلاثمائة لو كان شهر رمضان مُتممًا لليوم الثلاثين أو الثاني والخمسون بعد الثلاثمائة لو أتم كلاً من صفر وربيع الآخر وجمادى الآخرة وشعبان ورمضان ثلاثين يوماً) وفق التقويم الهجري القمري (العربي). يبقى بعده 4 أو 5 أيَّام لانتهاء السنة.

## أحداث
- 637هـ - ولاية السلطان الصالح نجم الدين أيوب على مصر، وهو السابع في سلسلة سلاطين الدولة الأيوبية في مصر، نجح في توحيد مصر والشام، والتصدي للصليبيين، واستعادة بيت المقدس. وتوفي في أثناء حملة لويس التاسع على مصر.
- 1092هـ - لويس الرابع عشر ملك فرنسا يستقبل السفير المغربي محمد تميم في قصر شاتو دو سان جيرمان اون لاي.
- 1245هـ - بدء الاحتلال الفرنسي للجزائر.
- 1336هـ - القوات الفرنسية - الإنجليزية تتمكن من السيطرة على الشام من الدولة العثمانية، وتحرِّض الأمير «فيصل بن الحسين» على ارتكاب مذبحة ضد الجنود العثمانيين المنسحبين نحو الشمال.
- 1361هـ - القوات الألمانية النازية تبدأ انسحابها من القوقاز بعد أن حاصرتهم الثلوج خلال الحرب العالمية الثانية.
- 1365هـ - أفغانستان وآيسلندا والسويد ينظمون إلى الأمم المتحدة.
- 1372هـ - انعقاد الدورة الأولى «لمجلس الدفاع العربي المشترك» في القاهرة.
- 1375هـ - البرلمان الفرنسي يعلن معارضته لقيام مصر بتأميم قناة السويس وانضمت بذلك إلى المملكة المتحدة وإسرائيل.
- 1390هـ - اللواء عيدي أمين يعين نفسه رئيسًا على أوغندا بعد أقل من شهر على انقلابه العسكري على سلفه ميلتون أوبوتي.
- 1391هـ - انضمام إمارة رأس الخيمة إلى اتحاد الإمارات العربية المتحدة.
- 1404هـ -
  - انتحاري يقود سيارة مفخخة يهاجم مبنى السفارة الأمريكية في بيروت ويؤدي إلى مقتل إثنا عشر شخصًا.
  - جنود مصريون يطلقون النار على يخت إسرائيلي تسلل إلى جنوب رأس محمد في البحر الأحمر.
- 1408هـ - إيران تقبل «القرار الأممي رقم 598» الداعي لوقف إطلاق النار بينها وبين العراق وذلك لإنهاء الحرب بينهما التي بدأت قبل ثمان سنوات.
- 1426هـ - مجلس الأمة الكويتي يصوت بالإجماع على إعفاء أمير الدولة الشيخ سعد العبد الله الصباح من منصبه لعدم قدرته الصحية ونقل السلطات الأميرية إلى مجلس الوزراء وذلك حسب الدستور، ومجلس الوزراء بعد نقل السلطات الأميرية إليه يسمي رئيسه الشيخ صباح الأحمد الصباح أميرًا للكويت ويرفع التسمية إلى مجلس الأمة لعقد جلسة المبايعة.
- 1429هـ -
  - الجيش الغيني يعلن حل الحكومة ووقف العمل بالدستور، ويعلن تشكيل مجلس استشاري يضم عسكريين ومدنيين لإدارة شؤون الدولة وذلك بعد وفاة الرئيس لانسانا كونتي.
  - رئيس مجلس النواب العراقي محمود المشهداني يستقيل من منصبة بعد ضغوط قام بها نواب في البرلمان طالبوا بإقالته على خلفية عدم قدرته على ضبط جلسات البرلمان.
- 1431هـ - حزب الوفد الجديد وجماعة الإخوان المسلمون يعلنان انسحابهما من جولة الإعادة بانتخابات مجلس الشعب وذلك بسبب اتهامهما للحكومة بتزوير الانتخابات وأعمال العنف التي صاحبت الجولة الأولى منها.
- 1432هـ - الحكومة المصرية برئاسة عصام شرف تضع استقالتها بتصرف المجلس الأعلى للقوات المسلحة الحاكم وذلك على خلفية عودة الاعتصامات إلى ميدان التحرير وما يصاحبها من أعمال عنف من قبل القوات الأمنية بمحاولتها لفضها.
- 1433هـ - الأمانة العامة للمجلس الوطني السوري تنتخب جورج صبرا رئيسا للمجلس خلفا لعبد الباسط سيدا.
- 1434هـ - افتتاح نفق القطارات مرمراي تحت مضيق البوسفور بعد تسع سنوات من بداية الأعمال، واصلًا بذلك القسمين الأوروبّي والآسيوي من تُركيَّا.
- 1438هـ - المنتخب التونسي يفوز بالدورة 29 من بطولة أمم أفريقيا لكرة السلة وذلك أمام حامل اللقب منتخب نيجيريا.

## مواليد
- 1297هـ - محمد رضا آل ياسين، فقيه مسلم وشاعر عراقي.
- 1326هـ - عبد السلام هارون، مؤرخ ومحقق مصري.
- 1331هـ - أبو الحسن الندوي، مفكر هندي.
- 1340هـ - خالد محيي الدين، عسكري وسياسي مصري وأحد أفراد حركة الضباط الأحرار.
- 1360هـ - محمد علي كلاي، ملاكم أمريكي وناشط للدفاع عن حقوق الأمريكيين السود والمسلمين في الولايات المتحدة.
- 1372هـ - فاتح تيريم، لاعب ومدرب كرة قدم تركي.
- 1379هـ - عمر شارماركي، رئيس وزراء الصومال.
- 1406هـ - سالي القاضي، مذيعة وممثلة مصرية تعيش في الكويت.

## وفيات
- 1393 هـ - حسن البارودي، ممثل مصري.
- 1406 هـ - السيد بدير، مخرج ومؤلف وممثل مصري.
- 1419 هـ - حسن ظاظا، عالم لغات مصري.
- 1427 هـ - أحمد محمد عوف، صيدلي وكاتب مصري وأحد قدامى الويكيبيديين.
- 1428 هـ - شريف العلمي، إعلامي أردني من أصل فلسطيني.
- 1431 هـ - برلنتي عبد الحميد، ممثلة مصرية.
- 1433 هـ - جابر قميحة، شاعر وأديب مصري.

## وصلات خارجية
- موقع قصة الإسلام: حدث في شهر ذو الحجَّة.